# Forstliche Biometrie

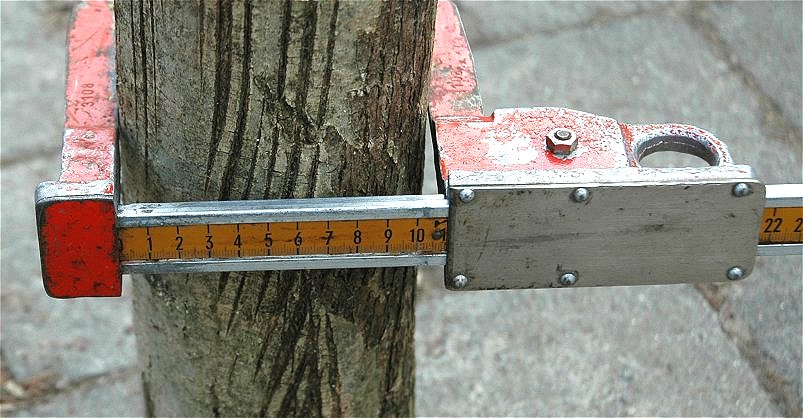
Die Kluppe ist ein einfaches Messinstrument zur Ermittlung beispielsweise des Brusthöhendurchmessers von Bäumen

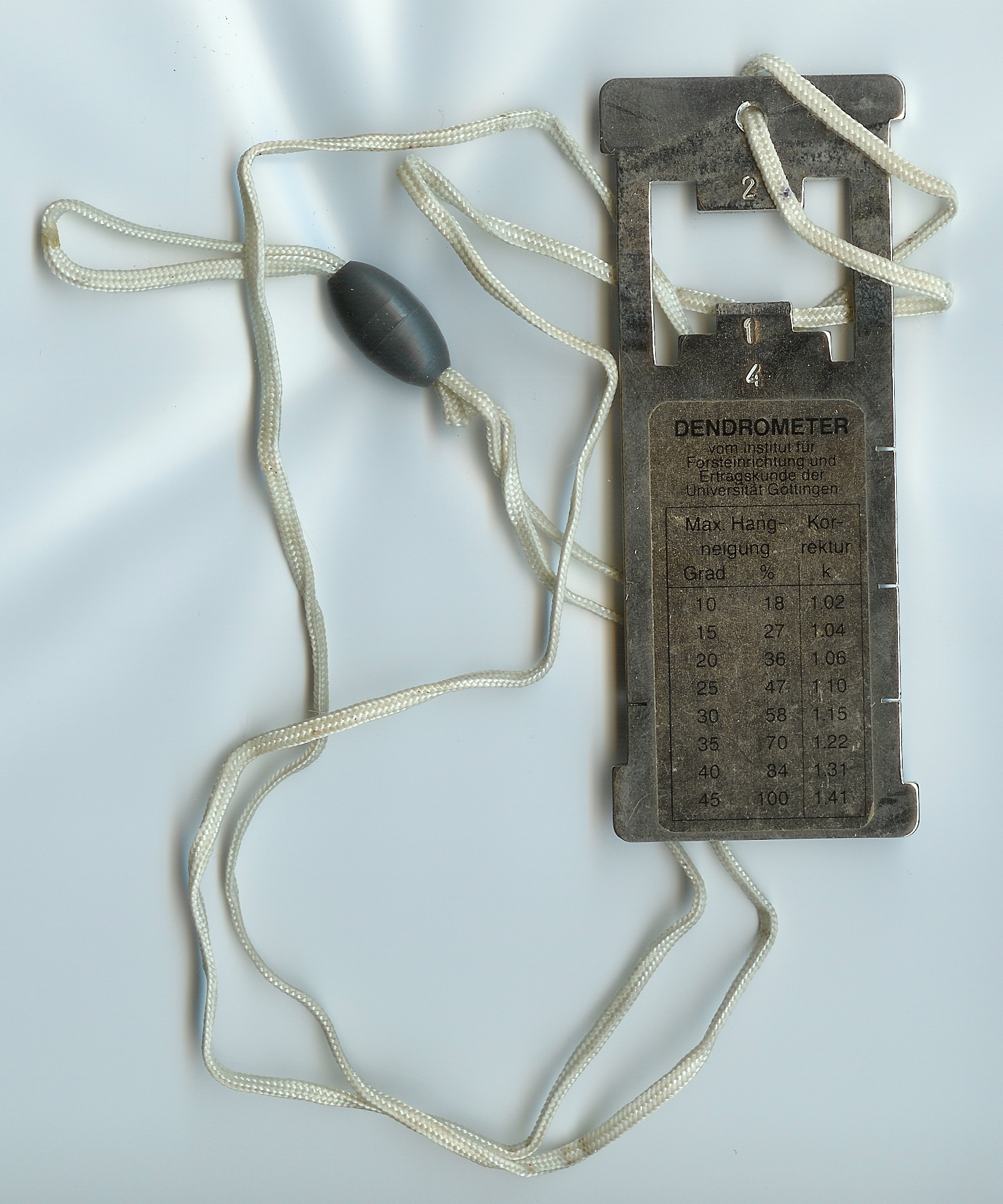
Das Dendrometer nach Kramer ist ein Messinstrument zur biometrischen Erfassung an Bäumen

Die Forstliche Biometrie (auch Biometrik, gr. Bio = Leben und Metron = Maß) ist ein Teilgebiet der Forstwissenschaften. Sie beschäftigt sich mit Messungen von Lebewesen in Wäldern, in der Regel von Bäumen, und den dazugehörigen Auswertungsmethoden. Sie ist eine der Grundlagen der Holz- und Waldmesslehre. Anwendungsgebiete sind die Berechnung von Holzvorräten in Wäldern und der Wachstumsdynamik von Einzelbäumen, und im Zuge dessen Prognosen über zukünftige Holzvorräte. Außerdem können mit den mathematisch-statistischen Methoden der Biometrie andere forstwirtschaftlich relevante Kenngrößen eines Baumes wie beispielsweise die Wuchsform erfasst werden, die sich auf den Preis des Holzes auswirken.
Ein weiteres Anwendungsgebiet der forstlichen Biometrie ist die Beurteilung des gesundheitlichen Zustandes von Bäumen und Wäldern. Regelmäßig wird dieser unter anderem im Waldzustandsbericht des Bundesministeriums für Ernährung, Landwirtschaft und Verbraucherschutz für das Bundesgebiet ermittelt.
Im deutschen Sprachraum wurde die forstliche Biometrie durch Michail Prodan begründet.